# Colparion madgei
Colparion madgei е изчезнал вид коремоного от семейство Euconulidae.

## Разпространение
Видът е бил ендемичен за Мавриций.